# Pseudotargionia isaensis
Pseudotargionia isaensis är en insektsart som beskrevs av Brimblecombe 1959. Pseudotargionia isaensis ingår i släktet Pseudotargionia och familjen pansarsköldlöss. Inga underarter finns listade i Catalogue of Life.